# 神奇寶貝鑽石·珍珠篇
《神奇寶貝 鑽石·珍珠篇》（日语：ポケットモンスターダイヤモンド・パール物語 ポケモンDP）是伊原茂勝根據神奇寶貝系列遊戲軟體「神奇寶貝 鑽石·珍珠」改編的漫畫。日本「快樂快樂月刊」從2006年10月號開始連載。台灣由青文出版社代理出版漫畫單行本。

## 故事概要
講述居住在神奧地方的少年小晴，挑戰神話的故事。

## 登場人物
小晴
主角，和神奇寶貝一起在森林裡長大的野生男孩，能與神奇寶貝心靈相通。
- 擁有的神奇寶貝：
  - 帝王拿波(波加曼→波皇子→帝王拿波)
  - 倫琴貓(小貓怪→勒克貓→倫琴貓)
  - 夢妖
  - 路卡利歐(利歐路→路卡利歐)
  - 雷吉奇卡斯
  - 大岩蛇
  - 負電拍拍
  - 小拳石
  - 超音蝠
  - 勇吉拉

小美
山梨博士的助手，和小晴一同踏上旅程，個性非常穩重的女孩。
- 擁有的神奇寶貝：
  - 烈焰猴(小火焰猴→猛火猴→烈焰猴)
  - 姆克兒
  - 葉精靈
  - 冰精靈
  - 美納斯(笨笨魚→美納斯)
  - 電擊魔獸
  - 夜黑魔人(夜巨人→夜黑魔人)
  - 伊貝

小純(另譯阿馴)
對手，最喜歡奇異事物。
- 擁有的神奇寶貝：
  - 土台龜(草苗龜→樹林龜→土台龜)
  - 姆克鷹(姆克鳥→姆克鷹)
  - 快龍

小康
在神奇寶貝聯盟出場的菁英訓練家，也是國際警察成員。
- 擁有的神奇寶貝：
  - 阿勃梭魯
  - 巨金怪
  - 象牙豬
  - 卡蒂狗

凱晴
小晴的父親。
- 擁有的神奇寶貝：
  - 正電拍拍

桄榔
小純的父親。
大帥
國際警察成員之一。追捕著小晴的父親凱晴。
山梨博士
神奇寶貝學者。看見了小晴的潛力，並期待他能成為出色訓練家。
亞玄
在鋼鐵島與小晴遇見的青年。
- 擁有的神奇寶貝：
  - 路卡利歐

### 寶可夢聯盟

#### 道館訓練家
瓢太
鋼鐵市道館訓練家
- 擁有的神奇寶貝：
  - 頭蓋龍

菜種
百代市道館訓練家。
- 擁有的神奇寶貝：
  - 櫻花寶
  - 草苗龜
  - 羅絲雷朵

阿李
帷幕市道館訓練家
- 擁有的神奇寶貝：
  - 豪力
  - 路卡利歐

吉憲
濕原市道館訓練家。
- 擁有的神奇寶貝：
  - 沼王
  - 浮潛鼬
  - 暴鯉龍

梅麗莎
緣之市道館訓練家。
- 擁有的神奇寶貝：
  - 附和氣球

東鋼
水脈市道館訓練家。
- 擁有的神奇寶貝：
  - 護城龍
  - 銅鏡怪
  - 大鋼蛇

鈴菜
切鋒市道館訓練家。
- 擁有的神奇寶貝：
  - 雷吉艾斯
  - 雷吉洛克
  - 雷吉斯奇魯

電磁
濱海市道館訓練家，僅作為插頁插圖出現。
- 擁有的神奇寶貝：
  - 雷丘

#### 四天王和冠軍
阿柳
神奧四天王之一。
菊野
神奧四天王之一。
大葉
神奧四天王之一。
- 擁有的神奇寶貝：
  - 烈焰馬
  - 附和氣球
  - 大鋼蛇

悟松
神奧四天王之一。
竹蘭
神和鎮長老的孫女，神奇寶貝聯盟的冠軍。
- 擁有的神奇寶貝：
  - 烈咬陸鯊
  - 路卡利歐

### 銀河隊
赤日
銀河隊的首領。
在冥王的監視下，被幽禁在牢獄中。除了冥王之外沒有人知道這個事實。
- 擁有的神奇寶貝：
  - 瑪狃拉
  - 暴鯉龍

夥星
銀河隊的女幹部。在冥王成為首領後與歲星一起尋找赤日下落。
- 擁有的神奇寶貝：
  - 東施喵
  - 超音蝠
  - 銅鏡怪
  - 自爆磁怪
  - 袋龍

歲星
銀河隊的女幹部。在冥王成為首領後與黟星一起尋找赤日下落。
- 擁有的神奇寶貝：
  - 大嘴蝠
  - 毒骷蛙
  - 坦克臭鼬
  - 叉字蝠
  - 巨蔓藤

鎮星
銀河隊的男幹部。冥王成為新首領後依然對小晴懷恨在心。
- 擁有的神奇寶貝：
  - 毒骷蛙
  - 青銅鐘
  - 艾路雷朵
  - 超鐵暴龍
  - 大嘴蝠
  - 鴨嘴焰龍

K-2
綁架過小晴的波加曼的銀河隊基層。
- 擁有的神奇寶貝：
  - 刺尾蟲（大量）
  - 狩獵鳳蝶
  - 隆隆石
  - 龍王蠍
  - 不良蛙（二隻）

冥王
銀河隊的新首領。打算把騎拉帝納與「崩潰的世界」據為己有。接下來正瞄準凱晴。

### 傳說的寶可夢
艾姆利多
長眠於心齊湖，被譽為「感情之神」的神奇寶貝。
由克希
長眠於英知湖，被譽為「知識之神」的神奇寶貝。
亞克諾姆
長眠於立志湖，被譽為「意志之神」的神奇寶貝。
帝牙盧卡

帕路奇犽

騎拉帝納

席多藍恩